# Pestråttor
Pestråttor (Nesokia) är ett släkte i familjen råttdjur som förekommer i västra och sydvästra Asien.

## Taxonomi och utbredning
Pestråttor är nära släkt med vanliga råttor (Rattus) och bandicootråttor (Bandicota). Alla tre och ytterligare 17 släkten listas tillsammans i Rattus-gruppen.
Släktet utgörs av två arter.
- Nesokia bunnii, lever i Irak mellan Bagdad och Basra.
- Nesokia indica, förekommer i flera från varandra skilda regioner från Egypten och södra Turkiet till Uzbekistan, västra Kina och nordvästra Indien.

I äldre avhandlingar räknas N. bunnii i ett eget släkte, Erythronesokia.

## Beskrivning
Arterna liknar en vanlig råtta med trubbig nos och tjock hals. De når en kroppslängd mellan 14 och 25 cm och därtill kommer en 9 till 13 cm lång svans. Vikten för N. indica ligger mellan 75 och 110 gram, enskilda individer av N. bunnii kan nå 500 gram vikt. Pälsens färg på ovansidan varierar mellan gulbrun och gråbrun med röda skuggor. N. bunnii är allmänt mörkare och mera rödaktig än den andra arten. Buken är ljusare till vitaktig. Svansen är bara glest täckt med hår.
I motsats till bandicootråttor har de mera framåt riktade framtänder och tandemaljen innehåller bara ett fåtal färgpigment. Hos vissa exemplar är tänderna helt vita.